# Sali Berisha
Sali Berisha (albanès: Sali Ram Berisha)  (Viçidol, 15 d'octubre de 1944) és un polític, cardiòleg i professor albanès.

## Biografia
Berisha va néixer a Viçidol, llavors districte de Tropojë, al nord d'Albània, en una família camperola de religió musulmana. De petit, va cuidar ovelles. Bershi va nàixer pocs dies abans de l'abolició de la monarquia albanesa, en plena ocupació nazi durant la Segona Guerra Mundial. Després que el seu pare esdevingués funcionari del Partit del Treball d'Albània, Berisha va gaudir d'una educació superior i després va poder estudiar medicina a la Universitat de Tirana, on es va graduar el 1967. Amb una beca d'un any, es va especialitzar en cardiologia a París.
Ha desenvolupat la seva carrera professional amb molt èxit com a metge a l'Hospital General de Tirana i professor a la mateixa universitat on va estudiar, sent reconegut en l'àmbit nacional i europeu, i comptant a l'interior del seu país amb els privilegis que comportava ser un dels metges favorits dels líders del Partit del Treball Albanès, al qual estava afiliat. Aquest partit era el preponderant al país des del final de la Segona Guerra Mundial. Sali Berisha és Membre Honorari de la Fundació Internacional Raoul Wallenberg.
Posteriorment, va ser nomenat professor adjunt de medicina a la mateixa universitat i com a cardiòleg personal de l'Hospital General de Tirana. Al mateix temps, Berisha es va convertir en membre d'un fòrum de discussió per als canvis al Partit del Treball d'Albània mentre havia estat inscrit com a membre uns anys abans durant la dècada de 1970,

## Activitats polítiques
A partir del 1969, Berisha va entrar a formar part del Partit Comunista d'Enver Hoxha al poder (Partit del Treball d'Albània, PPSh). Continua militant en el Partit Comunista fins als anys 1989/1990, on va iniciar a manifestar-se a favor de la liberalització política i de les reformes econòmiques. El 1989, coincidint amb la caiguda del Socialisme a l'Europa del bloc soviètic i sota la impressió causada per l'enderrocament de Nicolae Ceausescu a Romania, Berisha es va unir a altres intel·lectuals, estudiants i treballadors en l'acció política per les reformes polítiques a Ramiz Alia, l'introvertit successor de Hoxha en la Secretaria del PPSh, que també ocupava la Presidència de la República Popular Socialista. El cardiòleg, però, en la seva primera demostració de rauxa política, va anar més enllà i va exigir al règim l'abolició del monopoli del partit i l'adopció del capitalisme.
A partir d'aquí, al costat d'un grup de destacats intel·lectuals i estudiants universitaris va emprendre una campanya per l'obertura del govern albanès, després de l'inici de la caiguda del comunisme a Europa oriental, exigint la fi del monopoli comunista sobre l'economia i la política nacional. Llavors participa en la fundació, el 1990, després de l'acceptació del multipartidisme, del Partit Democràtic d'Albània, que passa a liderar al costat de Gramoz Pashko i el converteixen ràpidament en la canalització de l'oposició al règim. En les primeres eleccions pluralistes, Berisha es va convertir en diputat del seu partit, que va esdevenir la segona força del parlament, darrere dels comunistes.

### President (1992-1997)
Després de les eleccions de 1992, les segones eleccions legislatives lliures celebrades al país, Berisha va ser elegit president el 9 d'abril de 1992. Va ser el segon cap d'estat elegit lliurement del país i el primer cap d'estat no comunista en 53 anys.
Albània es va obrir cap a Occident: va signar l'Aliança per la Pau el 1994 i es va convertir en membre del Consell d'Europa el 1995.
Després de la seva arribada al poder, ha insistit en el seu desig que Albània s'uneixi a la Unió Europea, però, se li exigeix l'erradicació de la corrupció a l'interior del país per incloure com a candidat. Sobre això, Berisha va prometre "erradicar la corrupció que està destruint el país". Una de les seves prioritats era la integració d'Albània a l'OTAN, un objectiu que va aconseguir el 2009 quan Albània i Croàcia van ser acceptades com a membres de l'organització militar encapçalada pels Estats Units..
Berisha també va introduir l'Islam a l'escena política albanesa, va perseguir la reislamització del país (aproximadament el 74% de musulmans sunnites de la població d'Albània) per revertir dècades de política antireligiosa sota el comunisme. Les organitzacions no governamentals de l'Aràbia Saudita i d'altres parts del món musulmà van ser convidades a construir mesquites i escoles i oferir altres ajuts, i difondre l'islam wahhabi o salafista a Albània (i juntament amb això, la influència geopolítica saudita).
El col·lapse dels fraus piramidals a finals de 1996, en els quals suposadament els albanesos van invertir estalvis per valor de milers de milions des de 1994, va resumir la crisi. Els esquemes van fracassar, un a un, a partir del desembre de 1996, i els manifestants van sortir al carrer acusant el govern d'haver robat els diners. Enmig de la crisi que s'havia convertit en una guerra civil, Sali Berisha va ser reelegit president per un segon mandat de cinc anys el 3 de març de 1997 per un parlament totalment controlat pel Partit Demòcrata.
El 23 de juliol de 1997, un mes després que el PD perdés les eleccions de 1997 davant la coalició d'esquerra, Berisha va dimitir com a president i va ser substituït pel socialista Rexhep Meidani .

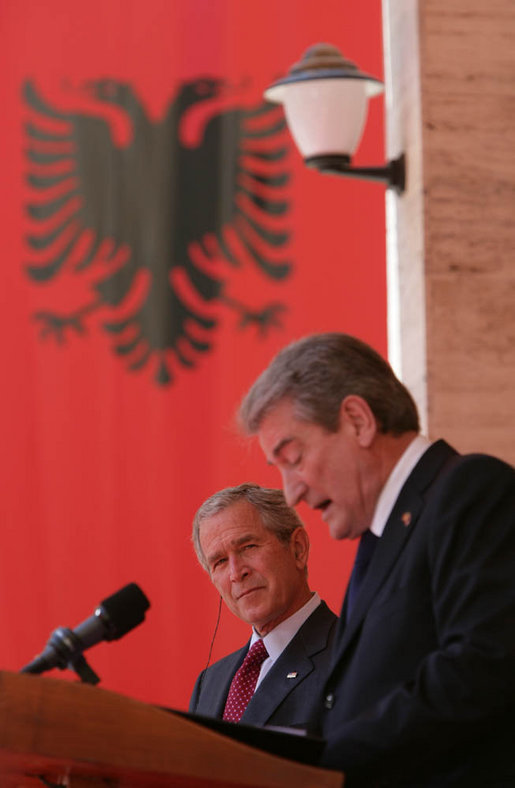
Berisha amb el President George W. Bush durant la seva visita a Albània

La derrota de Berisha va ser provocat per la ruïnosa crisi dels "fons piramidals", que havien comptat amb l'estímul del seu Govern, sota el pretext de l'expansió del sistema creditici. Molts albanesos de la ciutat i el camp confiar les seves escasses propietats a aquests fons, que oferien elevades taxes d'interès i després de mesos d'eufòria i optimisme pel sistema, ho van perdre tot. Això va desencadenar un descontentament explosiu, que es va concretar en el saqueig de les casernes militars i dipòsits d'armes. El març de 1997 es va desencadenar un aixecament armat al sud del país. L'ONU va enviar el 14 d'abril una "Força de Protecció Multinacional" de 7.000 soldats. Una relativa calma només va tornar després de la dimissió de Berisha.

### Líder de l'oposició (1997-2005)
L'assassinat del diputat del PP Azem Hajdari el 12 de setembre de 1998 va desencadenar dos dies de protestes violentes a Tirana. Durant la processó fúnebre de Hajdari el 14 de setembre de 1998, partidaris armats del DP van saquejar les oficines del govern i, durant un breu període, van ocupar l'oficina del primer ministre, l'edifici del parlament i l'edifici de la televisió i la ràdio de l'Estat albanès. Les estimacions de víctimes durant les protestes i disturbis oscil·laven entre 3 i 7 morts i entre 14 i 76 ferits. Passades 72 hores, el Govern va restablir l'ordre i va recuperar els tancs i els vehicles blindats de transport de tropes confiscats pels partidaris del DP que estaven retinguts a les oficines del Partit Demòcrata a Tirana. Posteriorment, el Parlament va aixecar la immunitat de Berisha a causa del seu suposat paper en el que el govern va descriure com un cop d'estat, però no es van presentar càrrecs. Berisha va culpar el Partit Socialista d'Albània i els seus líders de l'assassinat. Dotze persones van ser detingudes per la seva presumpta implicació en la violència. El febrer de 2002 cinc persones, inclòs Jaho Mulosmani, van ser condemnats per l'assassinat per un tribunal de districte de Tirana.
Sali Berisha va liderar la coalició dels partits de centredreta a les eleccions generals celebrades en cinc rondes entre juny i agost de 2001. A l'hivern de 2004, l'oposició liderada per Berisha va organitzar una sèrie de protestes amb més de 20.000 persones per exigir a Nano la dimissió com a primer ministre, que es va conèixer com el Moviment "Nano Go Away" ( Levizja "Nano Ik").

### Primer ministre (2005-2013)
El 3 de juliol de 2005, Sali Berisha va liderar una coalició de cinc partits de centre dret a les eleccions parlamentàries de 2005, que finalment van obtenir una majoria de 74 diputats d'un total de 140. Va ser nomenat primer ministre d'Albània el 8 de setembre de 2005.
Va arribar al càrrec en primer ministre, després de ser modificat el sistema polític per donar més pes a la direcció de govern davant de la del Cap d'Estat. El tribunal electoral va tenir centenars de demandes de manipulació de vots i seriosos problemes per proclamar-vencedor. El retorn de Berisha al poder a Albània, ara com a primer ministre, va suscitar reaccions diverses en els governs i institucions de la Unió Europea, que no oblidaven la seva turbulenta trajectòria en els anys precedents.
El 10 de juny de 2007, Berisha es va reunir amb el president nord-americà George W. Bush a Tirana. Bush es va convertir en el primer president nord-americà que va visitar Albània i va repetir el seu ferm suport a la independència del veí Kosovo de Sèrbia: "En algun moment, més aviat que tard, has de dir que n'hi ha prou. Kosovo és independent".
El juny de 2009, els demòcrates van declarar una victòria limitada a les eleccions parlamentàries. L'aliança de Berisha va aconseguir un escó menys que la majoria i va haver d'unir forces amb un partit socialista escindit, el Moviment Socialista per a la Integració d'Ilir Meta, per mantenir el poder. Berisha va nomenar Meta al càrrec de viceprimer ministre i alhora ministre d'Afers Exteriors, i més tard ministre d'Economia, Comerç i Energia. Va ser la primera vegada des de l'inici de la democràcia multipartidista el 1991 que un partit governant s'havia vist obligat a formar una coalició per no guanyar prou escons per si mateix.
El conservador Berisha va perdre les eleccions de 2013 enfront el Partit Socialista d'Albània, i els seus aliats de l'Aliança per una Albània Europea, encapçalada pel socialista Edi Rama, amb el 57,63% dels vots i 86 escons, davant els 56 de la coalició de dreta encapçalada per Berisha. Rama, escriptor, exjugador de bàsquet i exalcalde de Tirana, succeiria Berisha com a Primer Ministre. Sali Berisha va dimitir com a líder del Partit Democràtic d'Albània després de la derrota electoral.

### Acusacions de corrupció
Berisha va ser inclòs a llistes de sancions pels Estats Units el 2021 i el Regne Unit en 2022 a causa de denúncies de corrupció, i se li va prohibir a ell i als seus familiars propers l'entrada a aquests països.
El 30 de desembre de 2023, Berisha va ser posat sota arrest domiciliari per presumpta corrupció durant el seu mandat com a primer ministre. Va ser alliberat després d'una ordre judicial el 27 de novembre de 2024 després de protestes massives que es van convertir en disturbis.
Després de les eleccions legislatives albaneses de 2021 el Partit Democràtic d'Albània es va dividir en diverses faccions fins que en juny de 2024 el Tribunal d'Apel·lacions va atorgar el logotip i les inicials oficials a Berisha, que va encapçalar la llista del partit a les eleccions legislatives albaneses de 2021, guanyades de nou per Edi Rama del Partit Socialista d'Albània (PS).